# Segaran (Delanggu)
Segaran is een bestuurslaag in het regentschap Klaten van de provincie Midden-Java, Indonesië. Segaran telt 2821 inwoners (volkstelling 2010).